# Campeonato Europeo de Judo de 2012

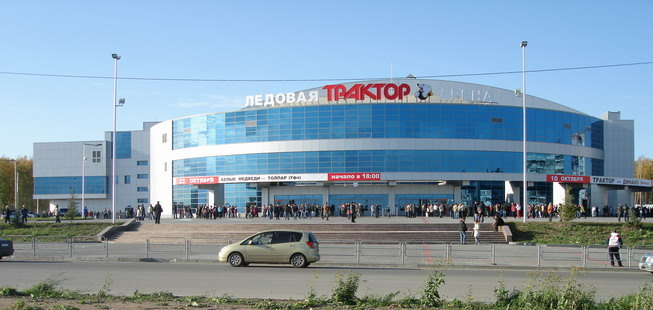
Arena Traktor, sede del campeonato

El LX Campeonato Europeo de Judo se celebró en Cheliábinsk (Rusia) entre el 26 y el 29 de abril de 2012 bajo la organización de la Unión Europea de Judo (EJU) y la Federación Rusa de Judo. 
Las competiciones se realizaron en el Palacio Deportivo Traktor de la ciudad rusa.

## Medallistas

### Masculino
| Evento          | Oro                          | Plata                      | Bronce                                                          |
| --------------- | ---------------------------- | -------------------------- | --------------------------------------------------------------- |
| –60 kg (26.04)  | Beslan Mudranov · Rusia      | Hovhannes Davtian Armenia  | Jeroen Mooren · Países Bajos · Amiran Papinashvili · Georgia    |
| –66 kg (26.04)  | Alim Gadanov · Rusia         | Tomasz Kowalski · Polonia  | Rok Drakšič Eslovenia Lasha Shavdatuashvili Georgia             |
| –73 kg (27.04)  | Ugo Legrand Francia          | Volodymyr Soroka · Ucrania | Dex Elmont · Países Bajos · Iosef Palelashvili · Israel         |
| –81 kg (27.04)  | Sirazhudin Magomedov · Rusia | Murat Jabachirov · Rusia   | Joachim Bottieau · Bélgica · Konstantīns Ovčiņņikovs · Letonia  |
| –90 kg (28.04)  | Varlam Liparteliani Georgia  | Grigori Sulemin · Rusia    | Andrei Kazusionak · Bielorrusia · Christophe Lambert · Alemania |
| –100 kg (28.04) | Ariel Zeevi Israel           | Levan Zhorzholiani Georgia | Elmar Qasımov · Azerbaiyán · Zafar Majmadov · Rusia             |
| +100 kg (28.04) | Alexandr Mijailin · Rusia    | Barna Bor · Hungría        | Marius Paškevičius · Lituania · Janusz Wojnarowicz · Polonia    |

### Femenino
| Evento         | Oro                        | Plata                        | Bronce                                                     |
| -------------- | -------------------------- | ---------------------------- | ---------------------------------------------------------- |
| –48 kg (26.04) | Alina Dumitru · Rumania    | Charline Van Snick · Bélgica | Éva Csernoviczki · Hungría · Laëtitia Payet · Francia      |
| –52 kg (26.04) | Andreea Chițu · Rumania    | Natalia Kuziutina · Rusia    | Mareen Kräh · Alemania · Romy Tarangul · Alemania          |
| –57 kg (26.04) | Telma Monteiro Portugal    | Iulietta Bukuvala · Grecia   | Automne Pavia · Francia · Miryam Roper · Alemania          |
| –63 kg (27.04) | Gévrise Émane Francia      | Yarden Gerbi Israel          | Clarisse Agbegnenou Francia Alice Schlesinger Israel       |
| –70 kg (27.04) | Edith Bosch · Países Bajos | Katarzyna Kłys · Polonia     | Juliane Robra · Suiza · Raša Sraka · Eslovenia             |
| –78 kg (28.04) | Abigél Joó · Hungría       | Audrey Tcheuméo Francia      | Maryna Pryshchepa · Ucrania · Anamari Velenšek · Eslovenia |
| +78 kg (28.04) | Yelena Ivashchenko · Rusia | Lucija Polavder Eslovenia    | Karina Bryant Reino Unido Belkıs Zehra Kaya Turquía        |

## Medallero
| Núm. | País         | Oro | Plata | Bronce | Total |
| ---- | ------------ | --- | ----- | ------ | ----- |
| 1    | Rusia        | 5   | 3     | 1      | 9     |
| 2    | Francia      | 2   | 1     | 3      | 6     |
| 3    | Rumania      | 2   | 0     | 0      | 2     |
| 4    | Georgia      | 1   | 1     | 2      | 4     |
| 4    | Israel       | 1   | 1     | 2      | 4     |
| 6    | Hungría      | 1   | 1     | 1      | 3     |
| 7    | Países Bajos | 1   | 0     | 2      | 3     |
| 8    | Portugal     | 1   | 0     | 0      | 1     |
| 9    | Polonia      | 0   | 2     | 1      | 3     |
| 10   | Eslovenia    | 0   | 1     | 3      | 4     |
| 11   | Bélgica      | 0   | 1     | 1      | 2     |
| 11   | Ucrania      | 0   | 1     | 1      | 2     |
| 13   | Armenia      | 0   | 1     | 0      | 1     |
| 13   | Grecia       | 0   | 1     | 0      | 1     |
| 15   | Alemania     | 0   | 0     | 4      | 4     |
| 16   | Azerbaiyán   | 0   | 0     | 1      | 1     |
| 16   | Bielorrusia  | 0   | 0     | 1      | 1     |
| 16   | Letonia      | 0   | 0     | 1      | 1     |
| 16   | Lituania     | 0   | 0     | 1      | 1     |
| 16   | Reino Unido  | 0   | 0     | 1      | 1     |
| 16   | Suiza        | 0   | 0     | 1      | 1     |
| 16   | Turquía      | 0   | 0     | 1      | 1     |
|      | TOTAL        | 14  | 14    | 28     | 56    |